# Ormia guianica
Ormia guianica là một loài ruồi trong họ Tachinidae.